# Aitor García
 Aitor García Flores  (Gibraleón, Huelva, 25 de marzo de 1994) es un futbolista español que juega de centrocampista en el Al-Khor S. C. de la Liga de fútbol de Catar.

## Trayectoria
Debutó con el R. C. Recreativo de Huelva en un partido frente al Real Murcia C. F. disputado en la Nueva Condomina en el que anotó el tercer gol de su equipo.
El 31 de enero de 2019 fue cedido al Real Sporting de Gijón.

## Clubes
| Club                             | País   | Año       |
| -------------------------------- | ------ | --------- |
| R. C. Recreativo de Huelva       | España | 2012-2014 |
| R. C. Celta de Vigo "B" (cedido) | España | 2013-2014 |
| C. D. Toledo                     | España | 2014-2015 |
| U. D. Almería "B"                | España | 2015      |
| Mérida A. D.                     | España | 2015-2016 |
| Cádiz C. F.                      | España | 2016-2019 |
| C. F. Rayo Majadahonda (cedido)  | España | 2018-2019 |
| Real Sporting de Gijón           | España | 2019-2023 |
| F. C. Juárez                     | México | 2023-2024 |
| Al-Khor S. C.                    | Catar  | 2025-act. |

## Estadísticas
Actualizado al 23 de diciembre de 2023.
| Club                                | Div.          | Temporada     | Liga  | Liga  | Liga   | Copas nacionales | Copas nacionales | Copas nacionales | Copas internacionales | Copas internacionales | Copas internacionales | Total | Total | Total  | Media goleadora |
| Club                                | Div.          | Temporada     | Part. | Goles | Asist. | Part.            | Goles            | Asist.           | Part.                 | Goles                 | Asist.                | Part. | Goles | Asist. | Media goleadora |
| ----------------------------------- | ------------- | ------------- | ----- | ----- | ------ | ---------------- | ---------------- | ---------------- | --------------------- | --------------------- | --------------------- | ----- | ----- | ------ | --------------- |
| R. C. Recreativo de Huelva · España | 2.ª           | 2011-12       | 4     | 0     | 0      | 0                | 0                | 0                | 0                     | 0                     | 0                     | 4     | 0     | 0      | 0               |
| R. C. Recreativo de Huelva · España | 2.ª           | 2012-13       | 1     | 0     | 0      | 0                | 0                | 0                | 0                     | 0                     | 0                     | 1     | 0     | 0      | 0               |
| R. C. Recreativo de Huelva · España | Total club    | Total club    | 5     | 0     | 0      | 0                | 0                | 0                | 0                     | 0                     | 0                     | 1     | 0     | 0      | 0               |
| R. C. Celta de Vigo "B" · España    | 2.ª B         | 2013-14       | 25    | 5     | 0      | 0                | 0                | 0                | 0                     | 0                     | 0                     | 25    | 5     | 0      | 0,20            |
| R. C. Celta de Vigo "B" · España    | Total club    | Total club    | 25    | 5     | 0      | 0                | 0                | 0                | 0                     | 0                     | 0                     | 25    | 5     | 0      | 0,20            |
| C. D. Toledo · España               | 2.ª B         | 2014-15       | 14    | 3     | 0      | 1                | 1                | 0                | 0                     | 0                     | 0                     | 15    | 4     | 0      | 0,26            |
| C. D. Toledo · España               | Total club    | Total club    | 14    | 3     | 0      | 1                | 1                | 0                | 0                     | 0                     | 0                     | 15    | 4     | 0      | 0,26            |
| U. D. Almería "B" · España          | 2.ª B         | 2014-15       | 9     | 0     | 0      | 0                | 0                | 0                | 0                     | 0                     | 0                     | 9     | 0     | 0      | 0               |
| U. D. Almería "B" · España          | Total club    | Total club    | 9     | 0     | 0      | 0                | 0                | 0                | 0                     | 0                     | 0                     | 9     | 0     | 0      | 0               |
| Mérida A. D. · España               | 2.ª B         | 2015-16       | 28    | 6     | 0      | 1                | 0                | 0                | 0                     | 0                     | 0                     | 29    | 6     | 0      | 0,20            |
| Mérida A. D. · España               | Total club    | Total club    | 28    | 6     | 0      | 1                | 0                | 0                | 0                     | 0                     | 0                     | 29    | 6     | 0      | 0,20            |
| Cádiz C. F. · España                | 2.ª           | 2016-17       | 29    | 5     | 0      | 2                | 1                | 0                | 0                     | 0                     | 0                     | 31    | 6     | 0      | 0,19            |
| Cádiz C. F. · España                | 2.ª           | 2017-18       | 18    | 9     | 0      | 4                | 1                | 0                | 0                     | 0                     | 0                     | 22    | 10    | 0      | 0,46            |
| Cádiz C. F. · España                | Total club    | Total club    | 47    | 14    | 0      | 6                | 2                | 0                | 0                     | 0                     | 0                     | 53    | 16    | 0      | 0,30            |
| C. F. Rayo Majadahonda · España     | 2.ª           | 2018-19       | 22    | 4     | 0      | 0                | 0                | 0                | 0                     | 0                     | 0                     | 22    | 4     | 0      | 0,18            |
| C. F. Rayo Majadahonda · España     | Total club    | Total club    | 22    | 4     | 0      | 0                | 0                | 0                | 0                     | 0                     | 0                     | 22    | 4     | 0      | 0,18            |
| Sporting de Gijón · España          | 2.ª           | 2018-19       | 11    | 1     | 0      | 0                | 0                | 0                | 0                     | 0                     | 0                     | 11    | 1     | 0      | 0,09            |
| Sporting de Gijón · España          | 2.ª           | 2019-20       | 34    | 7     | 0      | 0                | 0                | 0                | 0                     | 0                     | 0                     | 34    | 7     | 0      | 0,20            |
| Sporting de Gijón · España          | 2.ª           | 2020-21       | 40    | 2     | 0      | 3                | 0                | 0                | 0                     | 0                     | 0                     | 43    | 2     | 0      | 0,04            |
| Sporting de Gijón · España          | 2.ª           | 2021-22       | 39    | 6     | 0      | 3                | 0                | 0                | 0                     | 0                     | 0                     | 42    | 6     | 0      | 0,14            |
| Sporting de Gijón · España          | 2.ª           | 2022-23       | 32    | 6     | 0      | 3                | 1                | 0                | 0                     | 0                     | 0                     | 35    | 7     | 0      | 0,20            |
| Sporting de Gijón · España          | Total club    | Total club    | 156   | 22    | 0      | 9                | 1                | 0                | 0                     | 0                     | 0                     | 165   | 23    | 0      | 0,27            |
| F. C. Juárez · México               | 1.ª           | 2023-24       | 15    | 4     | 0      | -                | -                | -                | 3                     | 2                     | 0                     | 18    | 6     | 0      | 0,33            |
| F. C. Juárez · México               | Total club    | Total club    | 15    | 4     | 0      | 0                | 0                | 0                | 3                     | 2                     | 0                     | 18    | 6     | 0      | 0,33            |
| Total carrera                       | Total carrera | Total carrera | 321   | 58    | 0      | 17               | 4                | 0                | 3                     | 2                     | 0                     | 341   | 64    | 0      | 0,19            |
| 1. 2.                               |               |               |       |       |        |                  |                  |                  |                       |                       |                       |       |       |        |                 |

Fuentes: Transfermarkt - Soccerway